# 神秘黑森鯰
神秘黑森鯰，為輻鰭魚綱鯰形目鼬鯰科的其中一種，為熱帶淡水魚，分布於南美洲巴西欣古河上游流域，體長可達17.2公分，棲息在底中層水域，生活習性不明。

## 扩展阅读
維基物種上的相關：神秘黑森鯰